# 山形県の市町村章一覧
山形県の市町村章一覧（やまがたけんのしちょうそんしょういちらん）は、山形県内の市町村に制定されている、あるいは制定されていた市町村章の一覧である。なお、一覧の順序は全国地方公共団体コード順による。廃止された市町村章は廃止日から順に掲載している。

## 市部
| 市       | 市章 | 由来                                                         | 制定日         | 備考 |
| -------- | ---- | ------------------------------------------------------------ | -------------- | --- |
| 山形市   |      | 「山」を鋭角にして図案化し、円を表している                   | 1954年10月1日  | 2代目の市章である                                                                                           |
| 米沢市   |      | 八本の末広型で米沢城の桜の形で「米」を作り、図案化したもの   | 1908年9月3日   | |
| 鶴岡市   |      | 全体は「鶴岡」を図案化し、翼を広げた鶴と出羽三山を表している | 2005年10月1日  | 3代目の市章である 旧・鶴岡市制時の1938年7月19日に制定され、新鶴岡市制施行後に色を群青色を指定し、継承される |
| 酒田市   |      | 「S」を基にしている                                          | 2005年11月1日  | 3代目の市章である 色は青色と緑色が指定されている                                                            |
| 新庄市   |      | 雪の結晶と「新」を単純化したもの                             | 1949年5月30日  | |
| 寒河江市 |      | 「さ」を図案化したもの                                       | 1955年7月29日  | |
| 上山市   |      | 鶴を象り「上山」をデフォルメしたもの                         | 1955年5月1日   | |
| 村山市   |      | 「ム」を図案化したもの                                       | 1955年8月25日  | |
| 長井市   |      | 菖蒲を表している                                             | 1963年10月17日 | 彫刻家の長沼孝三の作品である 色は紫色が指定されている 2代目の市章である                                     |
| 天童市   |      | 「て」を鶴の形に図案化したもの                               | 1963年4月1日   | 2代目の市章である                                                                                           |
| 東根市   |      | 「ひ」を図案化したもの                                       | 1960年11月3日  | |
| 尾花沢市 |      | 「オ」を図案化したもの                                       | 1958年6月20日  | 尾花沢町章として制定され、市制施行後に継承される                                                            |
| 南陽市   |      | 「ナ」を図案化したもの                                       | 1967年7月25日  | |

## 町村部
| 郡       | 町村     | 町村章                | 由来                                                         | 制定日         | 備考 |
| -------- | -------- | --------------------- | ------------------------------------------------------------ | -------------- | --- |
| 東村山郡 | 山辺町   |                       | 「ヤ」を意匠化したもの                                       | 1972年11月3日  | |
| 東村山郡 | 中山町   |                       | 上半分は「中」・下半分は「山」を図案化したもの               | 1955年8月26日  | |
| 西村山郡 | 河北町   |                       | 「河北」を図案化したもの                                     | 1957年9月      | |
| 西村山郡 | 西川町   |                       | 「西」を図案化し、外周部分で「し川」を鳥の羽で表している     | 1959年6月15日  | |
| 西村山郡 | 朝日町   |                       | 「ア」を図案化したもの                                       | 1963年10月1日  | |
| 西村山郡 | 大江町   |                       | 「オエ」を組み合わせて図案化したもの                         | 1969年8月12日  | 1969年10月に再制定される                                                                                               |
| 北村山郡 | 大石田町 |                       | 「大」を図案化したもの                                       | 1961年7月11日  | |
| 最上郡   | 金山町   |                       | 「カ」をスギ山の形に表したもの                               | 1972年6月10日  | |
| 最上郡   | 最上町   |                       | 「も上」を図案化したもの                                     | 1958年1月8日   | 1954年9月1日に制定されたものを1958年1月8日に再制定される                                                               |
| 最上郡   | 舟形町   |                       | 「舟」をダイヤモンドの形に図案化したもの                     | 1955年5月13日  | |
| 最上郡   | 真室川町 |                       | 「ま」を基本に意匠化し、三本の川と三箇所の集落を表したもの   | 1972年7月4日   | |
| 最上郡   | 大蔵村   |                       | 「大」を基にし、「くら」を図案化し、羽根の形にしたもの       | 1965年2月20日  | 1965年6月1日に再制定される                                                                                             |
| 最上郡   | 鮭川村   |                       | 「S」・「川」を図案化したもの                                | 1967年2月1日   | |
| 最上郡   | 戸沢村   |                       | 「と」を象徴したもの                                         | 1965年4月1日   | |
| 東置賜郡 | 高畠町   |                       | 「高」を円く図案化し、「昌」を白くたもの                     | 1964年1月15日  | |
| 東置賜郡 | 川西町   |                       | 「川西」を図案化し、「西」を円化し、「川」を組み合わせたもの | 1959年7月1日   | |
| 西置賜郡 | 小国町   |                       | 「小」を若鷹に似せて象ったもの                               | 1962年11月27日 | |
| 西置賜郡 | 白鷹町   |                       | 白鷹の飛翔しようとする姿を抽象化したもの                     | 1959年9月28日  | |
| 西置賜郡 | 飯豊町   |                       | 飯豊山・白川を図案化したもの                                 | 1964年9月22日  | |
| 東田川郡 | 三川町   | （緑色篇） （黄色篇） | 「み」を図案化したもの                                       | 1965年1月1日   | 色は緑色か黄色が指定されている 長野県南安曇郡美郷村の村章と類似している 三川村章として制定され、町制施行後に継承される |
| 東田川郡 | 庄内町   |                       | 「シ」を図案化したもの                                       | 2005年7月1日   | 色は緑色・青色・橙色が指定されている                                                                                   |
| 飽海郡   | 遊佐町   |                       | 「ユザ」を図案化し、上部は鳥海山を表現し、翼型にしたもの     | 1970年6月22日  | |

## 廃止された市町村章
| 市郡     | 町村   | 市町村章         | 由来 | 制定日           | 廃止日         | 備考 |
| -------- | ------ | ---------------- | --- | ---------------- | -------------- | --- |
| 山形市   |        |                  | 「山」を変形し、「形」を四つ合わせたもの | 1912年6月        | 1954年10月1日  | 初代の市章である |
| 東置賜郡 | 宮内町 |                  | 外側は八つの「ミ」・中側に「内」を図案化したもの | 不明             | 1955年2月1日   | 初代の町章である |
| 西村山郡 | 左沢町 | 作成されていない | 作成されていない | 作成されていない | 1959年8月20日  | |
| 東村山郡 | 豊栄村 | 作成されていない | 作成されていない | 作成されていない | 1962年10月20日 | |
| 天童市   |        |                  | 外側は円を配してから円の内側は「天」を図案化したものであり、「天」は2代目の天童町が飛躍的に発展したものと力強く伸びようとする童子（摩竭童子）を表してから舞鶴山に因みツルが羽を広げた形にしたもの                                    | 1956年4月9日     | 1963年4月1日   | 一般公募で募集されて1956年4月9日に町章制定委員会が開催された結果、決定して天童町章として制定されて市制施行後に初代の市章として継承された                                                                                                 |
| 酒田市   |        |                  | 不明 | 1915年1月1日     | 1963年6月1日   | 酒田町章として制定され、市制施行後に初代の市章として継承された。 その後、酒田市立第一中学校（旧）の校章の一部として2011年まで使用されたが、2011年4月に第一中学校（旧）と第五中学校が合併して第一中学校（新）となった際に校章が変更された |
| 西田川郡 | 大山町 | 作成されていない | 作成されていない | 作成されていない | 1963年9月1日   | |
| 長井市   |        |                  | 不明 | 1923年2月27日    | 1963年10月17日 | 長井町章として制定され、市制施行後に初代の市章として制定された |
| 東置賜郡 | 宮内町 |                  | 全体は三方に延びる三角形と真ん中に丸を配したものであり、その内訳は三つの三角（三つの「矢」で「ミヤ」を示したもの）・中央部の丸は旧四町村（旧・宮内町・漆山村・吉野村・金山村）を表し、それを結んで道路開発による交通の便を示したもの | 1956年10月6日    | 1967年4月1日   | 2代目の町章である |
| 東置賜郡 | 赤湯町 |                  | 「ア」を三つ組み合わせたものであり、町の三大産業（コメ・ブドウ・観光業）の融和と発展を表したもの | 1960年8月        | 1967年4月1日   | |
| 東置賜郡 | 和郷村 | 作成されていない | 作成されていない | 作成されていない | 1967年4月1日   | |
| 飽海郡   | 遊佐町 |                  | 不明 | 1954年8月1日     | 1970年6月22日  | |
| 東田川郡 | 櫛引町 |                  | 「クシ」を配し、円は「引」を表したもの | 1964年10月27日   | 1982年3月26日  | 合併10周年を記念に制定される 初代の町章である |
| 東田川郡 | 余目町 |                  | 「ア」を三角形状と石油の櫓の形に図案化したもの | 1964年11月18日   | 2005年7月1日   | 1964年12月1日に再制定される |
| 東田川郡 | 立川町 |                  | 「た」を図案化して、山林、農作物の若い芽で表したもの | 1965年6月29日    | 2005年7月1日   | |
| 鶴岡市   |        |                  | 全体は「鶴岡」を図案化し、翼を広げた鶴と出羽三山を表している | 1962年10月1日    | 2005年10月1日  | 2代目の市章である |
| 東田川郡 | 藤島町 |                  | 「ふじしま」を両翼の形にして図案化したもの | 1964年12月1日    | 2005年10月1日  | 1965年4月に再制定される |
| 東田川郡 | 羽黒町 |                  | 「羽」を鋭角に図案化したもの | 1962年10月1日    | 2005年10月1日  | |
| 東田川郡 | 櫛引町 |                  | 「山川」を固く組んで、図案化したもの | 1982年3月26日    | 2005年10月1日  | 2代目の町章である |
| 東田川郡 | 朝日村 |                  | 「あさひ」を図案化し、朝日の里とダムを象徴したもの | 1963年8月1日     | 2005年10月1日  | 1964年に再制定される |
| 西田川郡 | 温海町 |                  | 「アツミ」を円形・温泉の形に図案化したもの | 1959年3月12日    | 2005年10月1日  | 1955年4月に制定されたものを1959年3月12日に告示された |
| 酒田市   |        |                  | 「さ」を波型に表したもの | 1963年6月1日     | 2005年11月1日  | 2代目の市章である |
| 飽海郡   | 八幡町 |                  | 「八」を図案化したもの | 1964年11月       | 2005年11月1日  | 色は地色は緑色であり、紋章は白色が指定されている |
| 飽海郡   | 松山町 |                  | マツの葉を主体にし、「山」を組み合わせたもの | 1962年1月1日     | 2005年11月1日  | |
| 飽海郡   | 平田町 |                  | 山と平地の資源・調和ある発展・安定性を表したもの | 1960年12月22日   | 2005年11月1日  | |

### 書籍
- 小学館辞典編集部 編『図典 日本の市町村章』（初版第1刷）小学館、2007年1月10日。ISBN 4095263113。
- 近藤春夫『都市の紋章 : 一名・自治体の徽章』行水社、1915年。NDLJP:955061
- 中川幸也『シリーズ人間とシンボル第2号「都市の旗と紋章」』中川ケミカル、1987年10月11日。
- 丹羽基二『日本の市章 （東日本）』保育社、1984年4月5日。
- 望月政治『都章道章府章県章市章のすべて』日本出版貿易株式会社、1973年7月7日。
- NHK情報ネットワーク『NHKふるさとデータブック2 [東北]』日本放送協会、1992年4月1日。
- 国際図書『事典　シンボルと公式制度』国民文化協会、1968年。

### 都道府県書籍
- 山形県総務部広報課『市町村のシンボルと姉妹都市』山形県総務部広報課、1980年。

### 村山地方
- 左沢町役場『左沢町勢のしおり 1959』山形県西村山郡左沢町、1959年。
- 豊栄村役場『豊栄村勢要覧 1961』山形県東村山郡豊栄村、1966－1。

### 置賜地方
- 赤湯町役場『町報 あかゆ 昭和37年5月1日号』山形県東置賜郡赤湯町、1962年5月1日。
- 宮内町役場『宮内町案内』山形県東置賜郡宮内町、1919年10月。
- 南陽市史編纂委員会『年表・写真でみる南陽市史』山形県南陽市、1995年。
- 赤湯町広報委員会『町勢要覧 あかゆ 1962』山形県東置賜郡赤湯町、1962年2月。
- 和郷村役場『和郷村勢要覧 1966』山形県東置賜郡和郷村、1966－1。

### 庄内地方
- 櫛引町役場『広報くしぶち 昭和57年3月号』山形県東田川郡櫛引町、1982年3月1日。
- 大山町役場『大山町史』山形県西田川郡大山町、1969年1月。